# سلو ساناتوریا یوماتوو ایمنی ۱۵ لتیا
سلو ساناتوریا یوماتوو ایمنی ۱۵ لتیا (انگلیسی: Selo sanatoriya Yumatovo imeni 15-letiya BASSR) یک شهرک در شهرستان اوفیمسکی استان باشقیرستان کشور روسیه است.